# Stejskalův kopec
Stejskalův kopec (433 m n. m.) je vrch v okrese Liberec v Libereckém kraji, ležící asi 1 km severozápadně od města Osečná, na katastrálním území Lázně Kundratice.

## Popis vrchu
Je to kupovitý suk protažený ve směru západ–východ s příkřejšími a vyššími severními svahy. Je tvořený středoturonskými křemennými pískovci, kterými proniká polzenitová žíla. Od vrchu vybíhá na ZJZ výrazný, asi 1,3 km dlouhý hřbet zakončený vrchem Svárov. Na druhou stranu (VJV) vybíhá méně výrazný a dlouhý hřbet s dvěma bezejmennými vrcholy (436 m, 412 m). Vrch je zalesněný smíšenými porosty. Jsou zde malé opuštěné kamenolomy.

## Geomorfologické zařazení
Vrch náleží do celku Ralská pahorkatina, podcelku Zákupská pahorkatina, okrsku Podještědská pahorkatina, podokrsku Křižanská pahorkatina a Žibřidické části.

## Přístup
Automobilem se dá nejblíže dopravit do Osečné a Chrastné. Z obou sídel vedou cesty na sever a stýkají se na hřbetu západně od Stejskalova kopce. Jedna z odboček pak vede po západním a jižním svahu kopce. Na samotný vrchol nevede žádná oficiální cesta.